# Grounded

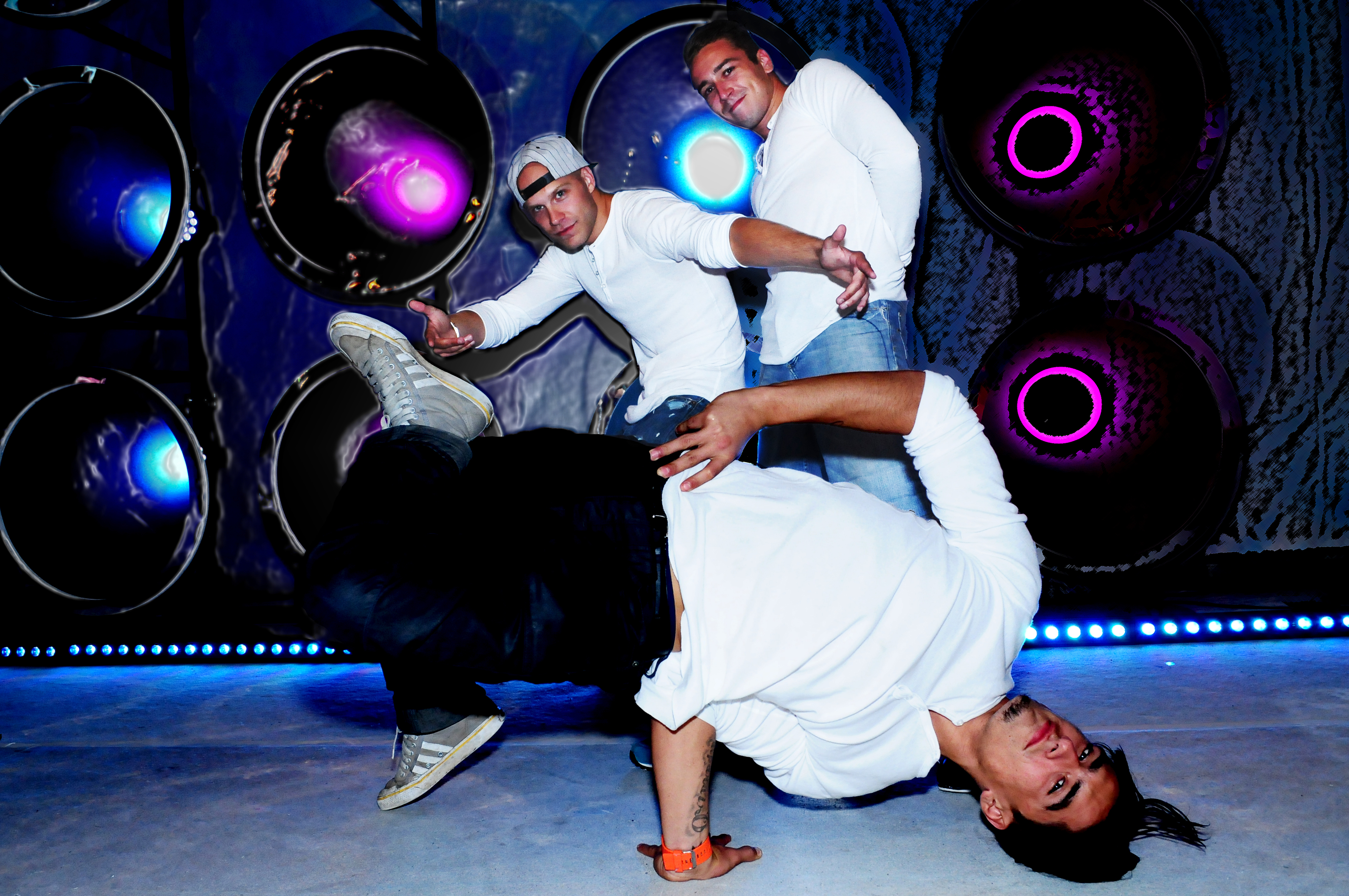
Grounded på Sommarkrysset i Stockholm.

Grounded är en dansgrupp från Uppsala/Stockholm som är känd för sina prisvinnande uppträdanden och flera vinster i Svenska mästerskapen i breakdance.
Pris för Best Show, Scandinavian Battle of the year 2005, 2006, 2007 och 2008. Vinnare Svenska Mästerskapen 2004, 2006, 2007 och 2010.